# Droga wojewódzka 438
Die Droga wojewódzka 438 (DW 438) ist eine 21 Kilometer lange Droga wojewódzka (Woiwodschaftsstraße) in der polnischen Woiwodschaft Großpolen, die Borek Wielkopolski und Koźmin Wielkopolski verbindet. Die Strecke liegt im Powiat Gostyński und im Powiat Krotoszyński.

## Streckenverlauf
Woiwodschaft Großpolen, Powiat Gostyński
-  Borek Wielkopolski (Borek, Borck, Berck) (DK 12)
- Leonów (Leonowo)
- Zimnowoda (Kaltwasser)
- Głoginin (Glauen)

Woiwodschaft Großpolen, Powiat Krotoszyński
- Borzęciczki (Gut Radenz)
- Gałązki (Galonski)
-  Koźmin Wielkopolski (Koschmin) (DK 15)